# アンドリュー・パロット
アンドルー・パロット（Andrew Parrott, 1947年3月10日 - ）は英国の指揮者である。古楽器アンサンブルのタヴァナー・コンソート&プレイヤーズの創設者で音楽監督。2001年から2010年の解散までニューヨーク市のニューヨーク・カリージアムの音楽監督に就いていた。2006年にエルサレム・バロック・オーケストラの名誉指揮者に就任した。
バッハの時代の宮廷合唱団は各パート1人が原則であったとするジョシュア・リフキンの学説をいち早く支持し、実践に移した。